# Loja (ciutat de l'Equador)

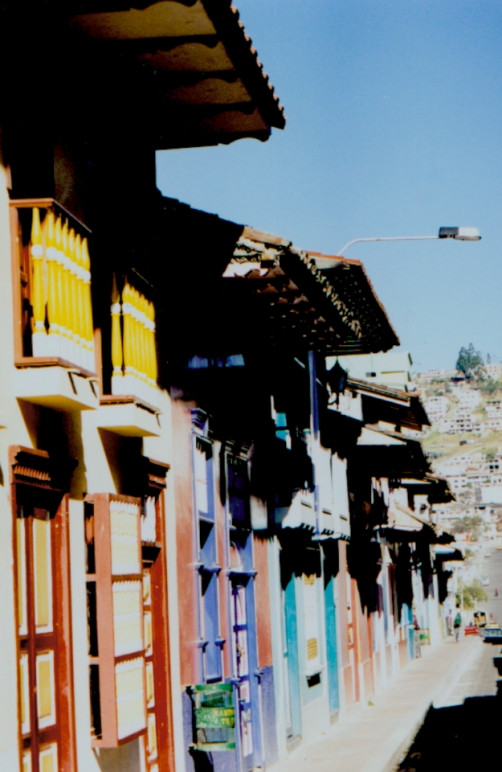
El carrer de Lourdes a Loja

Loja és una ciutat de l'Equador, capital de la província homònima, a la vall de Cujibamba a 2.380 m d'altura i amb una població de 118.532 habitants (2001). Fou fundada el 1548 per Alonso de Mercadillo i fou la primera ciutat de l'Equador en disposar d'energia elèctrica, gràcies a la central hidroelèctrica construïda el 1896. Disposa de dues universitats: la Universidad Nacional de Loja i la Universidad Técnica de Loja.

## Persones il·lustres
- Isidro Ayora, president de l'Equador
- Matilde Hidalgo, metgessa i activista política.
- Diego Luzuriaga, compositor.
- Jamil Mahuad, president de l'Equador